# Vimalakīrtinirdeśa
Innerhalb der großen Mahayana-Sutras nimmt das Werk Vimalakīrtinirdeśa (VKN; ch: 維摩詰經
Sanskrit: विमलकीर्ति-निर्देश-सूत्), „Die Belehrung des Vimalakīrti“ eine Sonderstellung ein. Es ist berühmt für seine beredte, humorvolle Art, die Grundlehren des Mahayana darzustellen, obwohl man Humor bei religiösen Schriften dieser Art eher selten vorfindet. Einzigartig ist in diesem Sūtra die Tatsache, dass darin nicht wie gewohnt der Buddha oder ein transzendenter Bodhisattva oder ein anderer, großer Schüler des Buddha den Protagonisten spielt, sondern ein Haushälter (sa. gṛhapati, zh. 居士), der das Ideal eines buddhistischen Laienanhängers nach mahāyānistischem Vorbild verkörpert. In allen Zweigen des ostasiatischen Mahāyāna wird dieses Werk hochgeschätzt und es ist eines der wenigen Sūtras, die auch einen großen, bleibenden Einfluss auf die Ch’an/Zen-Schule ausübten.

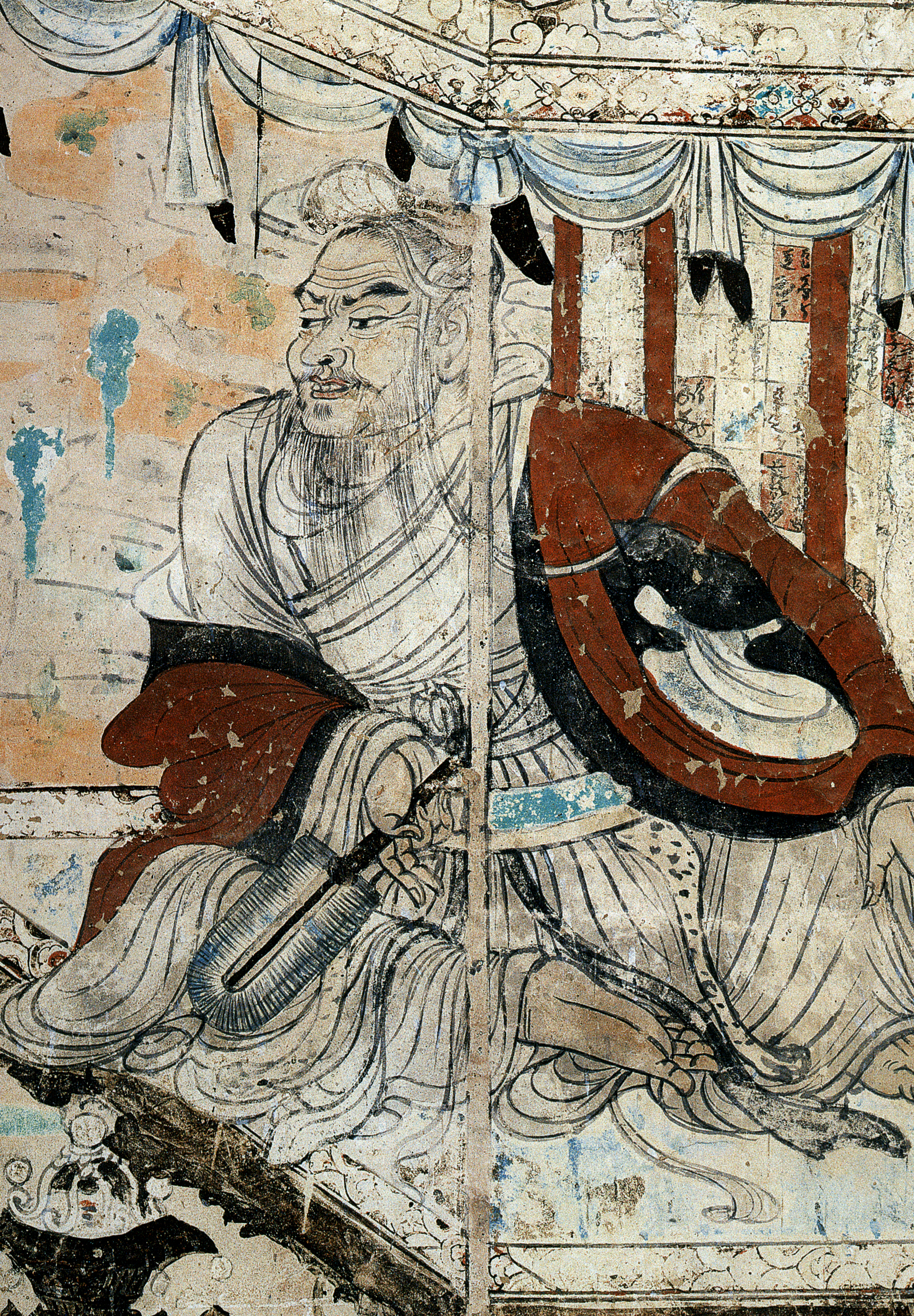
Vimalakirti: Wandbild aus dem 8. Jhdt., Dunhuang

Dem Inhalt nach sind die Grundaussagen im VKN den Prajñāpāramitā-Lehren zuzuordnen. Die Grundpfeiler dieses Sūtras sind Leerheit (sa. śūnyatā) und Nicht-Zweiheit (sa. advaya). Diese Nicht-Zweiheit wird von Vimalakīrti, als er von Mañjuśrī befragt wird, durch Schweigen dargestellt. Vom Standpunkt der Prajñāpāramitā aus kritisiert Vimalakīrti alle anderen Lehren, nicht nur diejenigen der Śrāvakas, sondern auch die Mahāyāna-Lehren, auch wenn sie als von Buddha selbst stammend aufgefasst werden.